# Sexo, Sua Única Arma
Sexo, Sua Única Arma é um filme brasileiro de 1981 dirigido por Geraldo Vietri.

## Sinopse
"O pai de Marta, quando ela ainda era criança, matou-se por ter sido prejudicado em seus negócios por seu sócio Humberto, produtor de uvas e vinho. Vinte anos depois, fingindo ser cega, Marta faz amizade com Humberto, que a convida para passar uns dias com sua família. Conhece todos os membros do clã e põe em prática o plano de vingança que arquitetara desde a morte do pai e a pobreza a que ela e a mãe foram relegadas." (Concine)

## Elenco
| Elenco Original   | Elenco Original |
| Ator              | Papel           |
| ----------------- | --------------- |
| Selma Egrei       | Marta           |
| Ewerton de Castro | Tiago           |
| Geórgia Gomide    | Judite          |
| Leonor Lambertini | Angelina        |
| Arlete Montenegro | Anita           |
| Serafim Gonzalez  | Humberto        |
| Chico Martins     | Dr. Guilherme   |
| Douglas Mazzola   | Bruno           |
| Ana Rosa          |                 |